# Heisei Chikuho Railway
Heisei Chikuho Railway Co.,Ltd. (平成筑豊鉄道株式会社, Heisei Chikuhō Tetsudō Kabushiki-gaisha), également appelée Heichiku, est une compagnie de transport de passagers qui exploite un réseau de 4 lignes ferroviaires dans la préfecture de Fukuoka au Japon. Son siège social se trouve dans le bourg de Fukuchi.

## Histoire
La compagnie a été fondée le 26 avril 1989. Elle commence l'exploitation des lignes Ita, Itoda et Tagawa le 1er octobre 1989 après leur transfert par la JR Kyushu. En 2009, elle ouvre la ligne touristique Mojikō Retro.

## Ligne
La compagnie possède quatre lignes.
| Ligne                          | Nom japonais       | Terminus                                                     | Longueur (km) | Gares |
| ------------------------------ | ------------------ | ------------------------------------------------------------ | ------------- | ----- |
| Ligne Ita                      | 伊田線             | Nōgata - Tagawa-Ita                                          | 16,1          | 15    |
| Ligne Itoda                    | 糸田線             | Kanada - Tagawa-Gotōji                                       | 6,8           | 6     |
| Ligne Tagawa                   | 田川線             | Yukuhashi - Tagawa-Ita                                       | 26,3          | 17    |
| Ligne touristique Mojikō Retro | 門司港レトロ観光線 | Musée ferroviaire historique de Kyūshū - Kanmonkaikyō Mekari | 2,1           | 4     |

## Matériel roulant

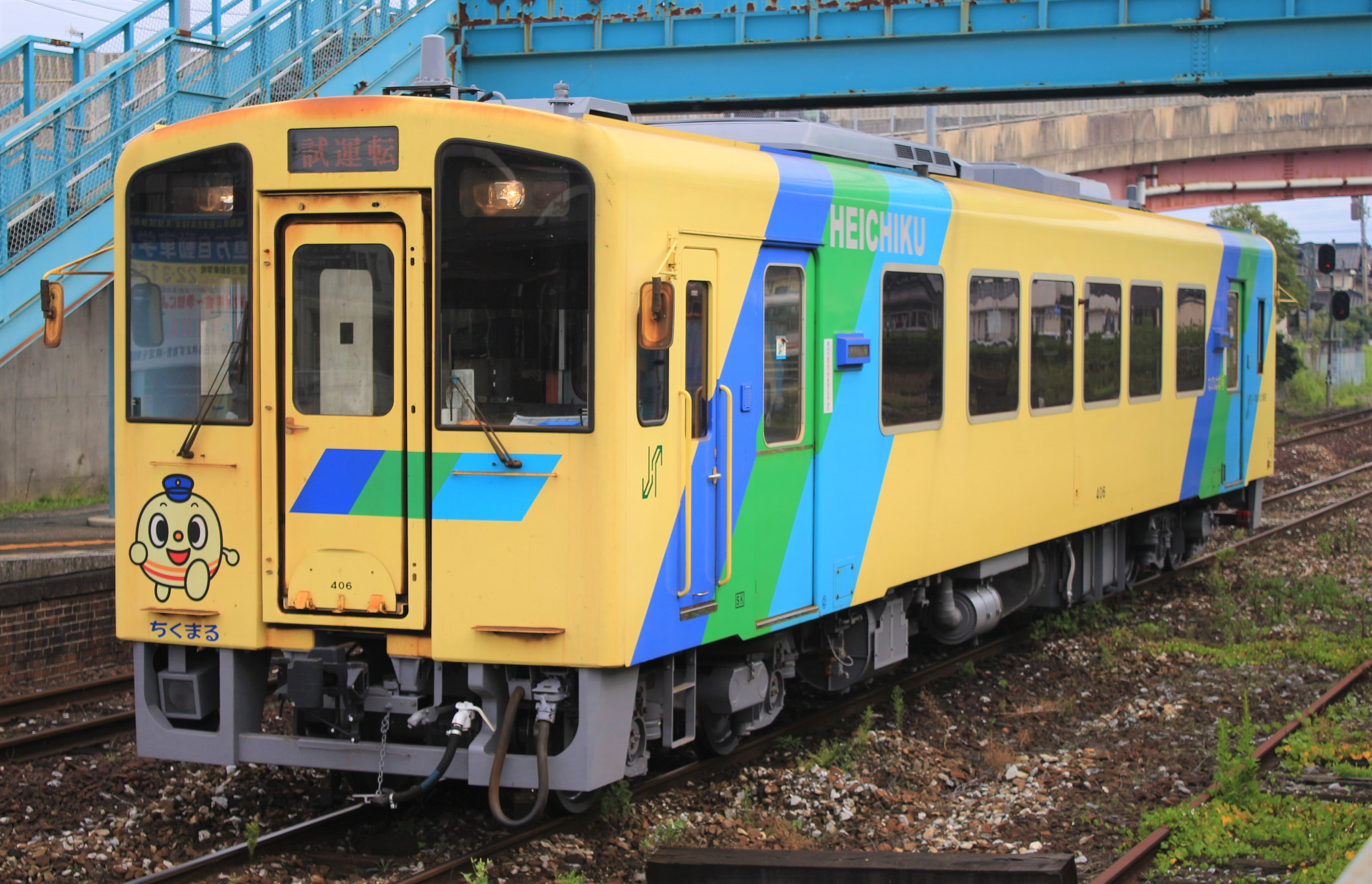
Série 400
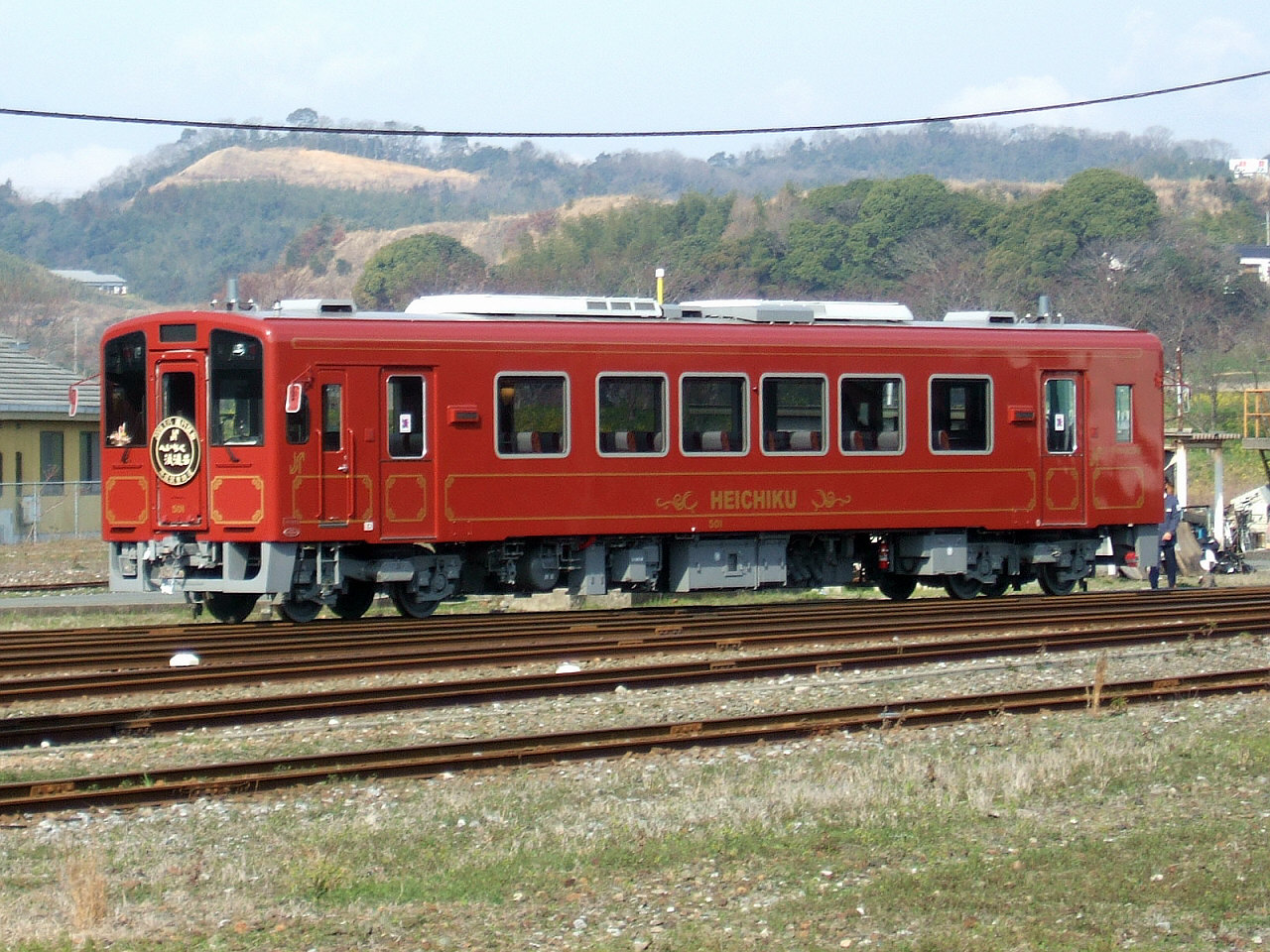
Série 500
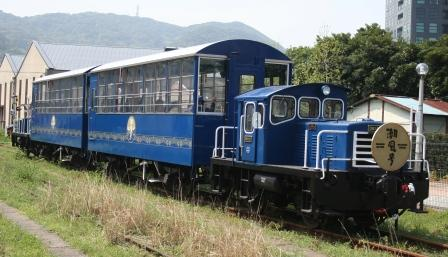
Locomotive DB10 et voitures Tora 70000